# Steven Da Costa
Steven Da Costa (Mont-Saint-Martin, 23 januari 1997) is een Frans karateka. Da Costa werd in 2018 wereldkampioen. 
Da Costa won tijdens het olympische debuut van karate op de Olympische Zomerspelen van 2020 de gouden medaille in de gewichtsklasse onder de 67 kilogram in het kumite. 

## Palmares
Individueel
- 2016 WK: -67kg
- 2018 WK: -67kg
- 2020 OS: -67kg
- 2021 WK: -67kg
- 2023 WK: -67kg

Team
- 2016 WK: kumite